# Cybaeolus pusillus
Cybaeolus pusillus är en spindelart som beskrevs av Simon 1884. Cybaeolus pusillus ingår i släktet Cybaeolus och familjen panflöjtsspindlar. Inga underarter finns listade i Catalogue of Life.